# Јерменско краљевство Киликија
Јерменско краљевство Киликија (јерм. Կիլիկիոյ Հայոց Թագաւորութիւն [], фр. Le Royaume Arménien de Cilicie), познато и под називима Мала Јерменија, Киликијска Јерменија, Краљевина Киликијска Јерменија или Нова Јерменија, била је независна кнежевина коју су у развијеном средњем веку основале јерменске избеглице пред селџучком инвазијом Јерменије. За разлику од Јерменске краљевине у антици, налазила се у Киликији, области северозападно од Искендерунског залива у данашњој јужној Турској.

## Историја
Јерменско краљевство Киликија настало је на темељима кнежевине коју је око 1080. године основала Рубенидска династија, која је за себе тврдила да представља огранак шире породице Багратида. чији су припадници кроз разне периоде владали Јерменијом и Грузијом. У почетку им је престоница била Тарсус, а касније Сис. Као важан сарадник крсташа, краљевство је сматрано бастионом хришћанства на Истоку. За јерменску историју, краљевина Киликија је стекла важност када је у њу премештено седиште католикоса Јерменске апостолске цркве, односно јерменског духовног вође. Када је 1198. године Левон Величанствени крунисан за краља, Киликија је постала краљевина. Године 1226. круну су преузели Хетумиди преко Хетума I, другог супруга краљице Забел. Хетумидски краљеви су настојали створити са Монголима савез против муслиманских непријатеља, међу којима су се истицали Мамелуци. Када су се у 13. и 14. веку распале крсташке државе, а Монголи исламизовали, Јерменско краљевство је остало без савезника. Након бесомучних напада египатских Мамелука, Киликија је под династијом Лизињан пала 1375. године.

## Значај
Јерменско краљевство Киликија важно је због западних утицаја на јерменско друштво кроз економску и војну сарадњу. Пружало је многе аспекте западноевропског живота, укључујући витештво, западни начин одевања, коришћење француских титула, имена и језика. Киликијско друштво се приближило западном феудализму. Европски крсташи су од Јермена преузели начин градње замкова и црквену архитектуру. Краљевина је била богата, а лука Ајас служила је као важно средиште трговине између Истока и Запада.